# Gerrit J. Diekema

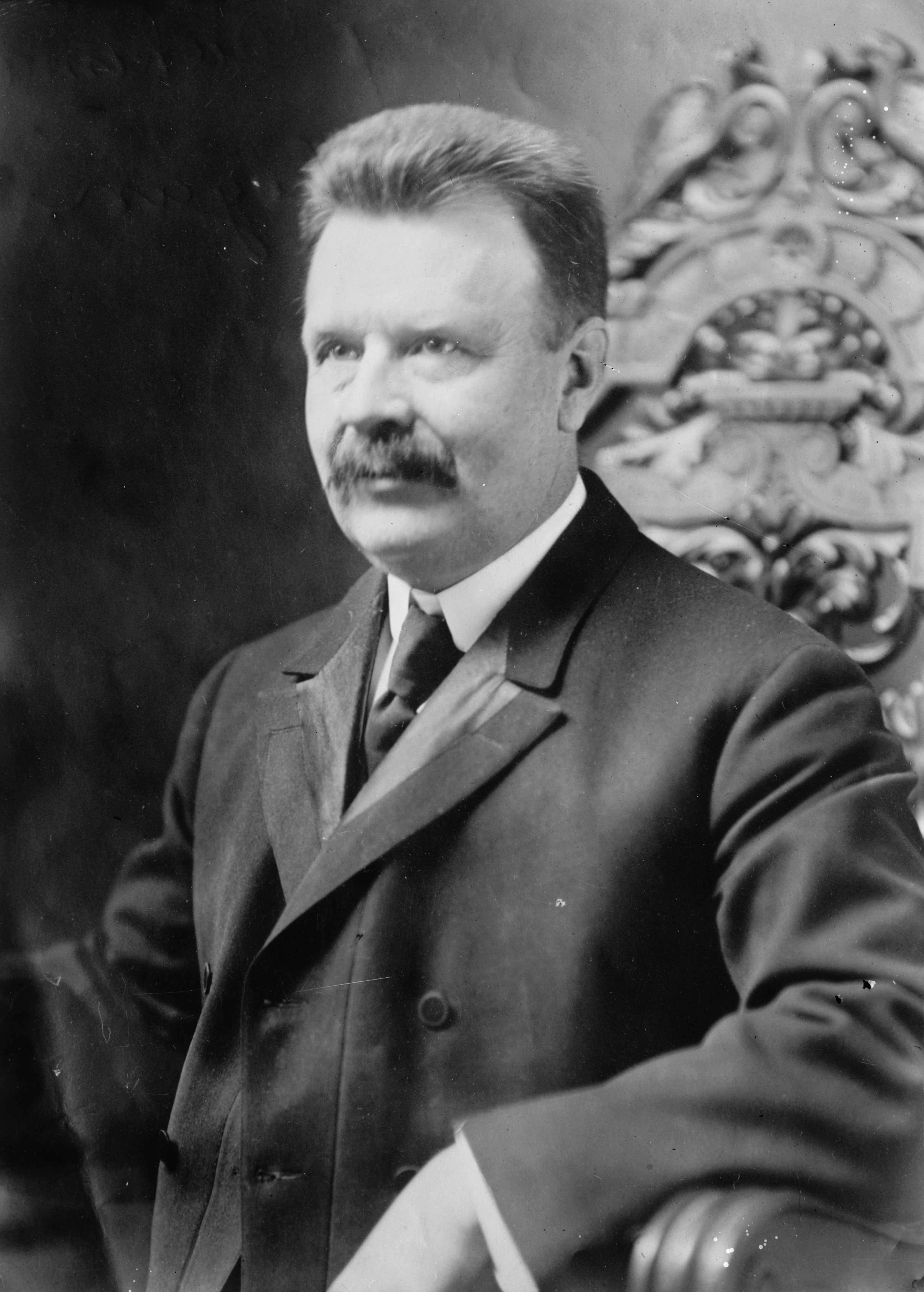
Gerrit J. Diekema

Gerrit John Diekema (* 27. März 1859 in Holland, Michigan; † 20. Dezember 1930 in Den Haag, Niederlande) war ein US-amerikanischer Politiker. Zwischen 1908 und 1911 vertrat er den Bundesstaat Michigan im US-Repräsentantenhaus. Seit 1929 war er Botschafter der Vereinigten Staaten in den Niederlanden.

## Werdegang
Gerrit Diekema besuchte die öffentlichen Schulen seiner Heimat einschließlich des Hope College, das er im Jahr 1881 absolvierte. Nach einem Jurastudium an der University of Michigan in Ann Arbor und seiner im Jahr 1883 erfolgten Zulassung als Rechtsanwalt begann er in seinem Geburtsort Holland in seinem neuen Beruf zu arbeiten. Diekema wurde auch juristischer Vertreter dieser Stadt. Gleichzeitig begann er als Mitglied der Republikanischen Partei eine politische Laufbahn.
Zwischen 1885 und 1891 saß er als Abgeordneter im Repräsentantenhaus von Michigan, dessen Präsident er im Jahr 1889 als Nachfolger von Daniel P. Markey war. Im Jahr 1895 wurde Diekema zum Bürgermeister von Holland gewählt. Von 1900 und 1910 war er Vorsitzender der Republikanischen Partei in Michigan. Diese Funktion sollte er zwischen 1927 und 1929 noch einmal ausüben. Im Juni 1896 war Diekema Delegierter zur Republican National Convention in St. Louis, auf der William McKinley als Präsidentschaftskandidat nominiert wurde. Zwischen 1901 und 1907 gehörte er einer Kommission an, die über Ansprüche aus dem Friedensvertrag nach dem Spanisch-Amerikanischen Krieg von 1898 beriet.
Nach dem Rücktritt des Kongressabgeordneten William Alden Smith wurde Diekema bei der fälligen Nachwahl für den fünften Sitz von Michigan als dessen Nachfolger in das US-Repräsentantenhaus in Washington, D.C. gewählt, wo er am 17. März 1908 sein neues Mandat antrat. Nach einer Wiederwahl konnte er bis zum 3. März 1911 im Kongress verbleiben. Bei den Kongresswahlen des Jahres 1910 unterlag Diekema dem Demokraten Edwin F. Sweet. In den folgenden Jahren praktizierte er wieder als Rechtsanwalt in Holland. 1912 arbeitete er in der Parteizentrale der Republikaner in Chicago.
Im Jahr 1916 kandidierte er erfolglos bei den Gouverneursvorwahlen; 1924 war er noch einmal Delegierter auf dem republikanischen Bundesparteitag, auf dem US-Präsident Calvin Coolidge zur Wiederwahl nominiert wurde. Im August 1929 wurde er von Präsident Herbert Hoover zum Botschafter in den Niederlanden ernannt. Dieses Amt bekleidete er als Nachfolger von Richard M. Tobin bis zu seinem Tod am 20. Dezember 1930 in Den Haag. Er wurde in seinem Heimatort Holland beigesetzt.